# Wahnfried

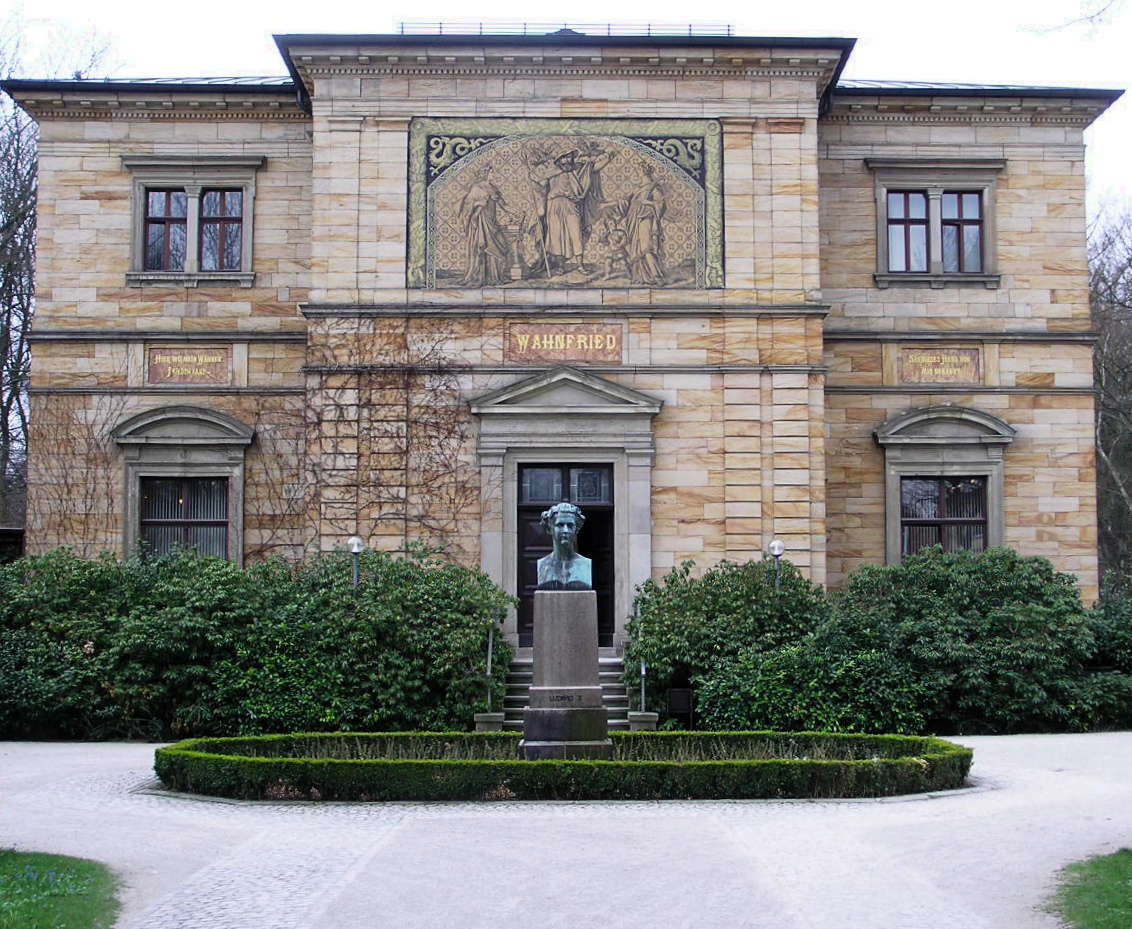
Wahnfried

Wahnfried foi a villa de Richard Wagner em Bayreuth. Do alemão, o nome é uma composição de Wahn (desilusão, loucura) e Fried(e) (paz, liberdade).
A residência foi construída entre 1872 e 1874 sob planejamento do arquiteto berlinense Wilhelm Neumann, e patrocínio de Luís II de Baviera. A frente apresenta uma citação de Wagner, "Hier wo mein Wähnen Frieden fand – Wahnfried – sei dieses Haus von mir benannt." ("Aqui onde minha loucura encontrou a paz – Wahnfried – será chamada esta casa por mim.")
O túmulo de Richard Wagner e sua esposa Cosima está nos fundos de Wahnfried, e a casa tem servido como museu do compositor desde 1976. Próximo ao local também está localizado o Bayreuth Festspielhaus, teatro usado para o Festival de Bayreuth.
Uma versão estilizada do local foi usado para a produçao de Stefan Herheim para Parsifal, no Festival de Bayreuth de 2008.